# Clopoțica și Legenda Bestiei de Nicăieri
Clopoțica și Legenda Bestiei de Nicăieri este un film fantastic de animație regizat de Steve Loter. Este al șaselea film original din seria produsă de DisneyToon Studios' Clopoţica,bazat pepersonajul Tinker Bell creat de J. M. Barrie, care a creat de altfel și personajele Peter Pan şi Wendy. A fost lansat în cinematografele selecte, în speță, în Regatul Unit al Marii Britanii pe 12 decembrie 2014, și va fi disponibil pe DVD din 3 martie 2015. Mae Whitman, Lucy Liu, Raven-Symoné, Megan Hilty, Pamela Adlon și Anjelica Huston revin în rolurile care le-au consacrat: Tinker Bell, Silvermist, Iridessa, Rosetta, Vidia și Regina Clarion. Ginnifer Goodwin se alătură distribuției, înlocuind-o pe Angela Bartys în rolul Faunei. Rosario Dawson și Mel B vor da glas unor noi personaje, Nyx și Fury.

## Acțiune
Noua animație din seria Tinkerbell ne-o arată pe Clopoțica într-o aventură ieșită din comun: când una dintre suratele ei, încrezătoare că înfățișarea nu spune nimic despre inima unei ființe, se împrietenește cu o misterioasă creatură gigantică, Clopoțica nu știe dacă să se teamă sau nu pentru siguranța zânelor. Dar când un grup de zâne ia inițiativa de a captura "monstrul" înainte ca acesta să facă prăpăd în jur, Clopoțica va trebui să decidă dacă prejudecățile sunt mai importante decât o inimă deschisă.

## Distribuție
- Mae Whitman - Tinker Bell[2]
- Ginnifer Goodwin - Fawn[5]
- Lucy Liu - Silvermist[2]
- Raven-Symoné - Iridessa[2]
- Megan Hilty - Rosetta[2]
- Pamela Adlon - Vidia
- Anjelica Huston - Regina Clarion[2]
- Rosario Dawson - Nyx[2]
- Mel B - Fury[7]
- Olivia Holt -Morgan [8]

## Dublajul în română
- Alexandra Badea - Fauna
- Aylin Cadîr - Clopoțica
- Andreea Bibiri - Nyx
- Tamara Roman - Boare-Argintie
- Ioana Sihota - Vidia
- Adina Lucaciu - Iridessa
- Florentina Țilea - Rosetta
- Lara Andreea Ionescu - Furia
- Gabriela Valentir - Chase
- Lucian Mihai Ionescu - Scribul
- Florian Ghimpu - Buck
- Alina Teianu - Morgan
- Andreea Șofron - Naratoare
- Andra Mărgineanu - Robin
- Cătălina Mustață - Regina Clarion

Alte voci:
- Anca Florescu
- Cătălin Adrian Dinu
- Viorel Ionescu[9]